# Crew Dragon Demo–2
Crew Dragon Demo–2 (hivatalosan Crew Demo–2, SpaceX Demo–2, SpaceX DM–2 vagy Dragon Crew Demo–2) a C206 gyári számú, Endeavour nevű amerikai személyszállító változatú Dragon 2 (Crew Dragon) űrhajó tesztrepülése.  Ez a Crew Dragon típus első olyan tesztrepülése, amelyen személyzetet is szállított. Ez volt az Egyesült Államok területéről indított első embereket is szállító küldetés a Space Shuttle program 2011-es leállítása óta, és az első olyan, amely a tengerre száll le az Apollo program befejezése óta.
Az űrhajót 2020. augusztus 1-jén 23:35-kor sikeresen leválasztották az ISS-röl. A 19 óra időtartamú visszatérési manőver után a Mexikói-öbölben szállt le a vízfelszínre.